# Euter

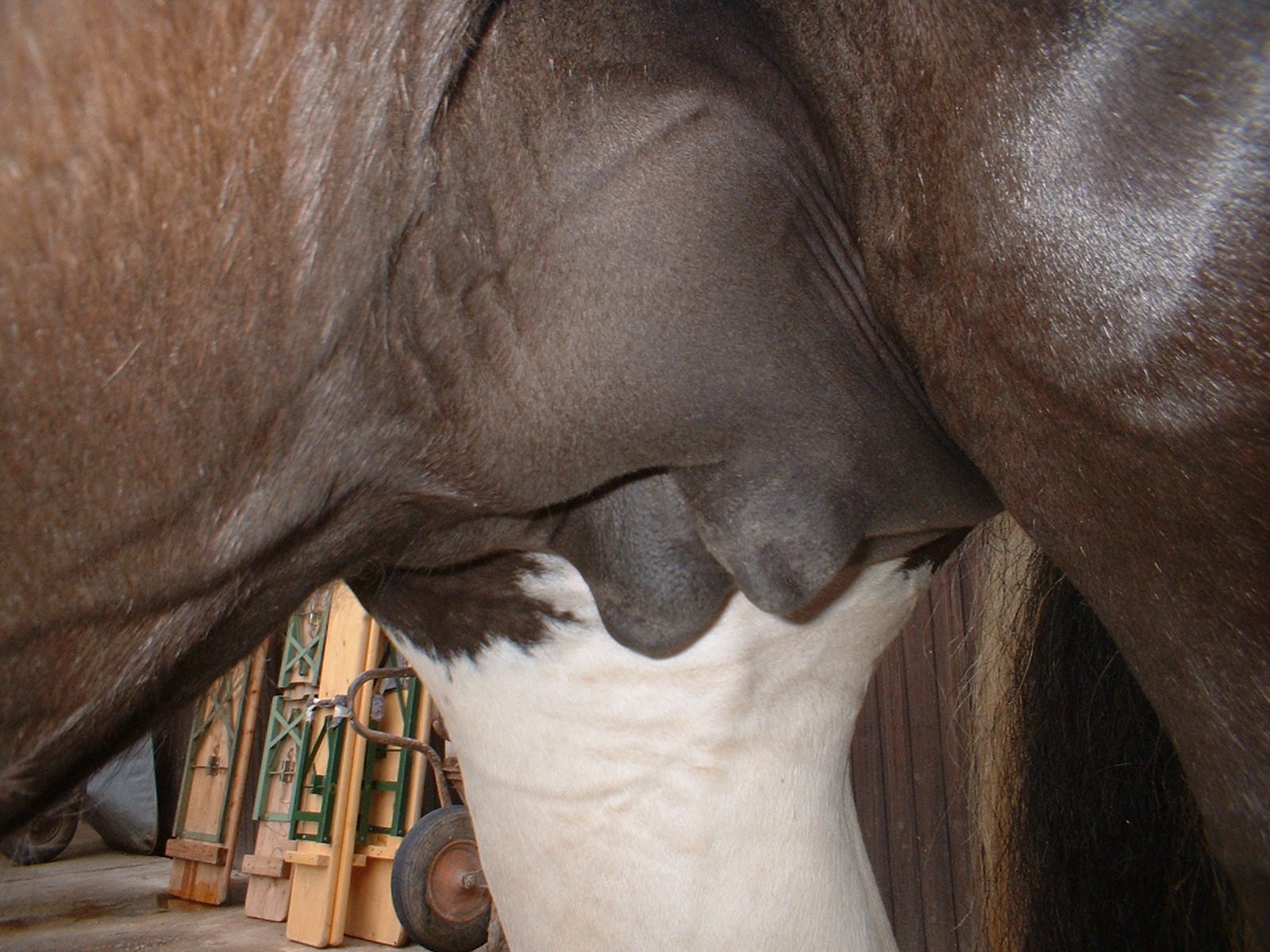
Euter einer Stute (Pferd)

Als Euter (lat. Uber, auch Mamma) wird das in der Leistenregion weiblicher Huftiere sitzende Organ bezeichnet, das im Wesentlichen Drüsen-Alveolen beherbergt. Es versorgt, wie das Gesäuge anderer Säugetiere und die weibliche Brust des Menschen, die Nachkommen in der ersten Lebenszeit mit Nahrung – der Milch. Die Milchdrüsen geben erst nach einer Trächtigkeit Milch ab (siehe auch Laktationskurve). Die Körperregion des Euters wird als Regio uberis bezeichnet.
Der anatomische Aufbau des Euters zeigt paarig angelegte Milchdrüsenkomplexe, die abhängig von der Tierart in unterschiedlicher Anzahl vorliegen. Jeder Milchdrüsenkomplex weist  eine Zitze auf. Das Euter der Milchkühe besteht aus vier Milchdrüsenkomplexen (Eutervierteln) mit je einem Milchdrüsenkomplex und somit insgesamt vier Zitzen („Striche“). Gelegentlich treten an der Hinterfläche des Euters überzählige Zitzen auf, die als Afterzitzen oder Afterstriche bezeichnet werden. Sind bei einer Kuh nur zwei Euterviertel zur Milchbildung und -abgabe befähigt, spricht man von „Zweistrichigkeit“, was zu einer erheblichen Wertminderung führt. Weibliche Pferde, Schafe und Ziegen besitzen nur zwei Euterhälften. Das Gesäuge des Schweines weist sogar zehn bis achtzehn Milchdrüsenkomplexe pro Seite auf.
Vor allem die Milch des Hausrinds sowie verschiedener anderer Nutztierarten (z. B. Hausziege, Hausschaf) wird als Nahrungsmittel für den Menschen genutzt. Die Milchkuh wird von Hand oder maschinell – unter Heranziehung des Euterhaarentferners – gemolken. Das Volumen des Euters ist stark rasseabhängig und nicht direkt abhängig von der Milchleistung des Tieres, beim voluminösen Fleischeuter ist die gering. Die Beschreibung äußerer Merkmale des Euters dient der Beurteilung rassespezifischer Qualitäten des entsprechenden Zuchttieres durch den Zuchtverband.
In einigen Regionen gilt das Euter als Lebensmittel und wird entsprechend zubereitet. Bekanntere Spezialität ist das Kuheuterschnitzel.

## Trivia
Das Prinzip des Euters findet in der Gastronomie beim Euterspender Anwendung.